# 花粉プロジェクト
花粉プロジェクト（かふんプロジェクト）とは、株式会社ウェザーニューズの提供するサポーター参加型企画の一つである。花粉シーズンとなる2月上旬から5月上旬（北海道エリアはスギではなく、シラカバの花粉を測定するため、4月下旬から6月上旬まで）をコアシーズンとして、全国（沖縄県を除く）1,000ヶ所の参加者の自宅等に「ポールンロボ」と呼ばれる独自開発の花粉自動観測機を設置し、花粉飛散量などを調査・測定する企画である。

## 概要
「花粉飛散量」に加え「ダスト」「気温」「湿度」「気圧」も測定している（2016年シーズンまで）。観測されたデータは、インターネットを介して1分間ごとに自動送信される（設置者には常時接続のブロードバンド環境が必要）。「ポールンロボ」から集められた各地の情報は、自社の特設サイトやテレビ朝日の地上デジタルデータ放送で、参加者・有料会員に限らず、一般向けに公開されているほか、観測データを分析したうえで「花粉対策メール」の配信に活用されている。2008年シーズンからは花粉シーズン終了後もそのまま設置（回収・更新のため10月から1月にかけて休止）して気象観測網として機能しており、台風接近時（平成20年台風第4号）には、内蔵の気圧計のデータを用いて台風の進路を詳細に解析していた。
なお、花粉プロジェクトに参加して「ポールンロボ」を設置するためには、ウェザーニューズの有料会員となる必要がある。

## 歴史
- 2005年
  - 1月26日 - 花粉研究室としてリリース開始。観測機設置者（花粉研究員）100組を募集。
- 2006年
  - 1月24日 - リリース開始。観測機設置者（同上）100組を設置。
- 2007年
  - 1月23日 - リリース開始。観測機設置者（同上）100組を設置。
  - 12月20日 - 「花粉プロジェクト」と名称を変え、翌年の観測企画をリリース開始。ポールンロボ設置者200人を募集。
- 2009年
  - 12月15日 - リリース開始。ポールンロボ設置者500人を募集[7]。
- 2010年
  - 12月10日 - リリース開始。ポールンロボ設置者1,000人を募集[8]。
- 2011年
  - 6月29日 - 花粉シーズンが終わった事により、リリース終了。ポールンロボを室内に移動させて室内環境について分析する「ポールンインサイド」計画が7月5日以降開始される[9]。
  - 12月9日 - リリース開始。ポールンロボ設置者1,000人を募集[10]。
- 2016年
  - 11月7日 - 花粉プロジェクト2017リリースに先立ち、ポールンロボ設置者を募集開始[11][12]。

## ポールンロボ

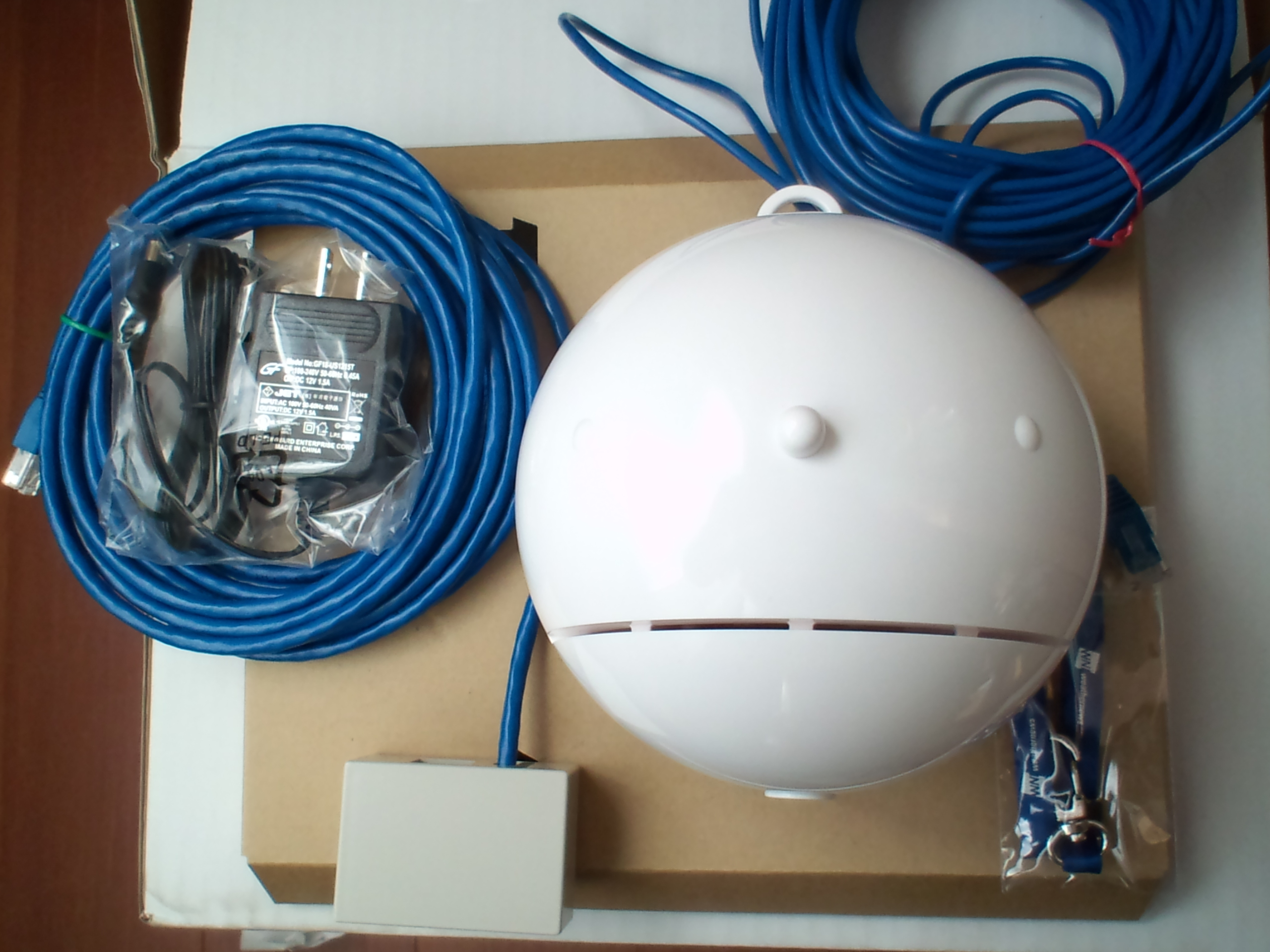
ポールンロボ6号一式(2011年)

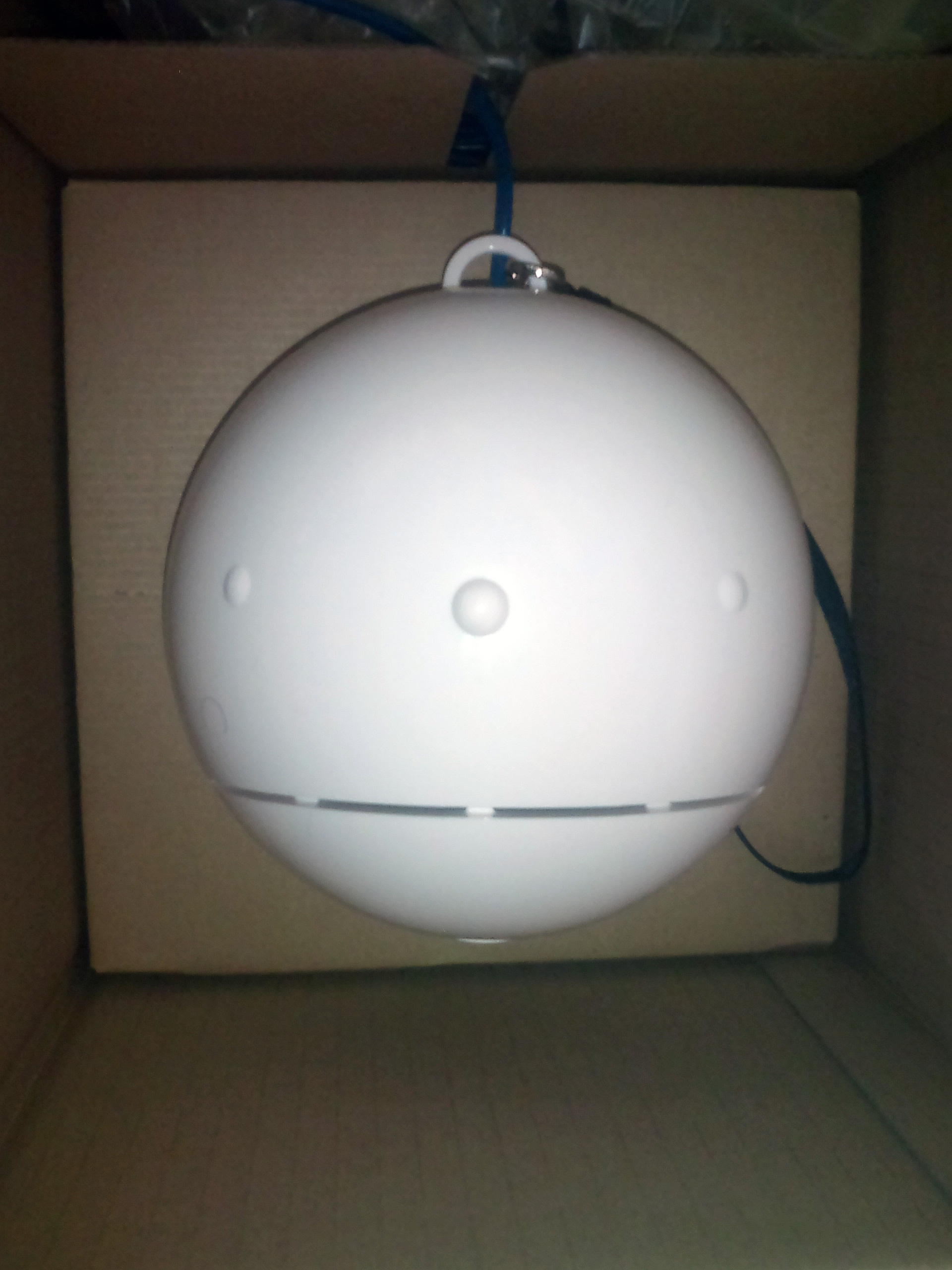
ポールンロボ5号(2010年)

ポールンロボとは、2005年シーズンから、このプロジェクトで使用するためにウェザーニューズが独自に開発した花粉観測機である。「ポールンロボ」はシーズンごとに改良を重ねており、2016年シーズンに使用されたものは「ポールンロボ7号(5代目)」である。

### 仕様
- 2代目までは角形のデザインだったが3代目からは発泡スチロール製の球体に変更。4代目からは直径15cmの球状のプラスチック筐体で、人間の顔のような造作を施されている。
- このロボは、屋外の風通しがよく雨があたらない場所に、つり下げて使用する。
- 目のように成形された部分にはLEDが内蔵されており、検知した花粉の量を、白・青・黄・赤・紫の5色の発光で表示する。観測する外気は、口のように見える部分（スリット）から吸排気される[13][14]。
- 有線LAN版では本体にLANケーブルが接続されており、専用の電源ボックスからLANケーブルを通じて給電する方式になっている。
- ポールンロボ本体からは15メートル、「コネクションBOX」（電源供給・ネットワーク接続ボックス。2010年までは「電源ボックス」と称した[15]）からは5メートルのLANケーブルが出されており、本体側のケーブルを専用電源ボックスへ接続し、専用電源ボックス側のケーブルをブロードバンドルータに接続する。
- ケーブルと機器との接続は、一般的なLANコネクタによるが、ケーブルの両端にコネクタがついているわけではなく、15メートルのケーブルはポールンロボに、5メートルのケーブルはコネクションBOXに直接接続されている[7]。
- 2017年シーズンに投入された6代目ポールンロボには、無線LAN版も用意されており、こちらでは屋外へ引き出すのは電源ケーブルのみとなる[11]。
- 全国で荒れた天気が予想（強風・強雨等）された場合、ウェザーニューズから、風によるポールンロボの落下、紛失等を防ぐため、設置者あてに強風対策を指示するメールが配信される（困難な場合は屋内に避難させてもよい）。実際、2010年3月20日-21日は強風対策のメールが配信された。
- 「ポールンロボ7号」は「ポールンロボ6号」の改良機であるが、大きさや仕様などは、ほぼポールンロボ5号と同じである。
- 8代目では有線LAN版のほかに、インターネット回線が不要な無線版が追加された。接続が必要なのは電源ケーブル（ACアダプタ）のみで、データはソラコムのIoT向け通信サービスを経由して直接送信する[16]。2022年度は無線版のみの貸与となった。

### 設置方法
基本的にポールンロボは、電源（有線LAN版・無線LAN版の場合はこれに加えインターネット回線）を接続するだけで、自動的に観測データをウェザーニューズへ送信するようになっている。このため、設置が完了した時点で自動的に観測が開始される。装置は前述のように「ポールンロボ本体」「ACアダプター」（有線LAN版の場合はこれに加えLANケーブルと電源ボックス）より構成される。
ポールンロボの設置場所は、「風通しが良く、雨がしのげる場所」「ポールンロボを固定できる少し高めの場所」「屋内へLANケーブルを引き込める場所」に限られる。風に揺れて壁にぶつかる恐れがあるため、70cm以上壁から離して設置する。また、ストラップがずれて場所が移動することがあるので、動かないように固定する必要がある。
電源を投入すると、ポールンロボの目が「緑色」に点灯する。1分後、目が「白色」に点灯すれば設置完了である。この際「緑色に点滅」や「紫色に点滅」した場合は、ネットワーク異常である。
本項の出典は によった。

### 設置している放送局
放送局におけるポールンロボの設置には、ウェザーニューズからの依頼によるものと、放送局が独自で行っているものがある。また、ポールンロボの観測情報を天気予報内で紹介する局もある。
- 北海道・東北: 北海道テレビ、青森朝日放送、秋田放送、ミヤギテレビ、仙台放送、東北放送、福島テレビ、福島放送
- 関東・甲信越: テレビ神奈川、新潟テレビ21、テレビ新潟、長野朝日放送
- 東海・北陸: 名古屋テレビ、テレビ静岡、三重テレビ、テレビ金沢、北陸朝日放送、石川テレビ、富山テレビ
- 近畿: 朝日放送、サンテレビ、テレビ和歌山
- 中国・四国: 岡山放送、山口放送、テレビ山口、山口朝日放送、日本海テレビ、山陰中央テレビ、愛媛朝日テレビ、南海放送
- 九州: 九州朝日放送、福岡放送、TVQ九州放送、サガテレビ、長崎放送、テレビ大分、大分朝日放送、テレビ熊本、テレビ宮崎、宮崎放送、南日本放送、鹿児島テレビ

### 問題点
- ポールンロボは、気象観測の成果を発表するにあたって必要な、気象測器検定（気象業務法第9条）及び観測施設の届出（同法第6条第3項）の手続をとっていない。しかし、ウェザーニューズ公式サイトでは、2016年シーズンまで、花粉と同時に観測された気温・気圧・湿度のデータを自社サイトで発表していることについて「気象庁の定義する気象データではありません」、すなわち気象業務法の適用を受けないとし、その根拠として以下のことを挙げていた。
  1. 花粉が観測された環境を理解する「参考」情報である。
  2. 生活環境という「特殊な環境」におけるデータである。
  3. 気象庁の検定を受けた観測器によって観測されている気象データとは性質が異なる。

しかし、そもそも気象庁による「気象データ」の公式な定義は存在せず、また、以下のこと から、ウェザーニューズによる上記の説明は虚偽であり、ポールンロボによる気象観測の成果の発表は、形式的には気象業務法に違反するものとなっていた。
1. 他の情報の参考情報とする等の体裁をとっても「発表」としての性質は失われない。
2. ウェザーニューズ自身がポールンロボの設置条件として、風通しの良さ、すなわち外気との連続性を求めていることと矛盾する（あえて室内環境に設置しなおす「ポールンインサイド」計画の存在からみても、同社は通常時のポールンロボが特殊な環境にはないと認識してきたと考えられる）。
3. 気象業務法の構成上、検定に合格していない、又は合格しえない気象測器を用いる場合であっても「観測」及び「発表」は成立する。

- 上記の気象業務法違反の責任（50万円以下の罰金刑あり）は、ポールンロボの設置場所を設定し、設置作業を行い、またウェザーニューズのホームページを介してデータが公表されることを意図してインターネットに接続したユーザーが負うこととなる。しかし、ウェザーニューズは「気象庁の定義する気象データではありません」という立場を主張していたため、上記法令についてユーザーに全く説明してこなかった。
- 2017年シーズンのポールンロボからは、気温・気圧・湿度の観測機能が削除され[11]、ウェザーニューズの「花粉ch.」ホームページに花粉の飛散状況とともに表示される気温および風向・風速には、各ポールンロボの最寄りの気象台やアメダスの観測データが用いられている。